# Magma unitari

Relació entre les estructures algebraiques tipus grup.

En matemàtiques, un magma unitari consisteix en un conjunt dotat d'una llei de composició interna i un element neutre.

## Exemple
Sigui E un conjunt amb els elements següents: {\displaystyle E=\{a,b,c\}}. Dins d'aquest conjunt es defineix una operació binària denotada com {\displaystyle \otimes }. El resultat d'operar entre ells els elements del conjunt amb {\displaystyle \otimes } es recullen a la taula següent:
| {\displaystyle \otimes } | a | b | c |
| ------------------------ | - | - | - |
| a                        | b | b | a |
| b                        | a | a | b |
| c                        | a | b | c |

On la primera fila representa l'operand per l'esquerra i la primera columna representa l'operand per la dreta.
L'operació {\displaystyle \otimes } forma un magma unitari en E:

### L'operació és una llei de composició interna
Tots els elements d'arribada són també elements en E.

### Existeix un element neutre
L'element neutre {\displaystyle e} en E és aquell element el qual verifica la igualtat següent per a qualsevol element {\displaystyle n} del conjunt: {\displaystyle e\otimes n=n\otimes e=n}. Comprovant la taula, es pot apreciar que {\displaystyle c} és l'element neutre del conjunt.

### No tots els elements del conjunt tenen un invers
L'invers per un element {\displaystyle n} concret en el conjunt és aquell element {\displaystyle i}, també en el conjunt, tal que {\displaystyle i\otimes n=n\otimes i=c}, ja que {\displaystyle c} és l'element neutre del conjunt. Es pot provar que no tots els elements del conjunt tenen un invers amb el següent contraexemple:
{\displaystyle a\otimes i=c}
Degut al fet que no hi ha cap element {\displaystyle i} en E que satisfaci l'equació.

### L'operació no és associativa
L'associativitat es compleix si, per a tres elements m, n i s qualssevol al conjunt, es verifica que {\displaystyle (m\otimes n)\otimes s=m\otimes (n\otimes s)}. L'operació () no és associativa al conjunt, la qual cosa es pot comprovar amb l'exemple següent:
{\displaystyle (a\otimes a)\otimes b=a\otimes (a\otimes b)}
Al costat esquerre es té que {\displaystyle a\otimes a=b} i després que {\displaystyle b\otimes b=a}. Al costat dret, en canvi, es té que {\displaystyle a\otimes b=a} i després que {\displaystyle a\otimes a=b}. Per tant, l'operació no és associativa en el conjunt.

### La divisió no sempre és possible
Per tal que la divisió sempre sigui possible, s'ha de verificar que per a qualsevol n i m del conjunt, existeixin un divisor per l'esquerra y i un divisor per la dreta z tals que {\displaystyle y\otimes n=n\otimes z=m}. Per provar que la divisió no sempre és possible en E, es pot prendre l'exemple emprat anteriorment: {\displaystyle a\otimes i=c}, on no existeix cap divisor que satisfaci l'equació.